# Chris Mepham
Christopher James Mepham (Londres, Inglaterra, Reino Unido, 5 de noviembre de 1997) es un futbolista galés. Juega de defensa y su equipo es el AFC Bournemouth de la Premier League de Inglaterra.
Se formó como jugador en las academias del Brentford y Chelsea, y es internacional absoluto con la selección de Gales desde 2018. Se unió al AFC Bournemouth el 22 de enero de 2019 por una transferencia de 12 millones de libras esterlinas.

## Trayectoria

### Inicios
Un defensa central que ocasionalmente juega de lateral por la derecha, Mepham comenzó su carrera en la academia del Chelsea Football Club a los 10 años. Luego de su salida del Chelsea a la edad de 14 años, fue rechazado por las inferiores del Watford y el Queens Park Rangers.

### Brentford
Mepham se unió a la academia del Brentford en 2012, y firmó su primer contrato profesional con el club el 2 de febrero de 2016. Debutó en el primer equipo el 7 de enero de 2017, como sustituto de Harlee Dean en la victoria por 5-1 al Eastleigh en la FA Cup.
Para la temporada 2017-18, luego de la salida del central Harlee Dean en agosto de 2017, Mepham fue promovido al primer equipo y renovó su contrato con el club por cinco años. Jugó su primer partido como titular el 19 de septiembre de 2017 en la derrota 3-1 contra el Norwich City en la EFL Cup. Jugó 23 encuentros y anotó un gol en su primera temporada con el Brentford.

### Bournemouth
Mepham fichó por el AFC Bournemouth el 22 de enero de 2019 en una transferencia por £12 millones. En cinco años y medio jugó 121 partidos, 61 de ellos en la Premier League, y el 30 de agosto de 2024 fue cedido al Sunderland A. F. C. para toda la temporada.

## Selección nacional
Fue llamado a jugar por la selección de Gales sub-20 para el Torneo Esperanzas de Toulon de 2017, donde jugó un encuentro. Debutó con la selección de Gales sub-21 el 2 de septiembre de 2017, en la victoria 3-0 ante Suiza.
Jugó su primer encuentro con la selección de Gales el 22 de marzo de 2018, en la China Cup de 2018 contra China que Gales ganó por 6-0.

## Estadísticas

### Clubes
Actualizado al último partido disputado el 24 de mayo de 2025.
| Club                           | Div.          | Temporada     | Liga  | Liga  | Copas nacionales | Copas nacionales | Total | Total |
| Club                           | Div.          | Temporada     | Part. | Goles | Part.            | Goles            | Part. | Goles |
| ------------------------------ | ------------- | ------------- | ----- | ----- | ---------------- | ---------------- | ----- | ----- |
| Brentford F. C. Inglaterra     | 2.ª           | 2016-17       | 0     | 0     | 1                | 0                | 1     | 0     |
| Brentford F. C. Inglaterra     | 2.ª           | 2017-18       | 21    | 1     | 2                | 0                | 23    | 1     |
| Brentford F. C. Inglaterra     | 2.ª           | 2018-19       | 22    | 0     | 2                | 0                | 24    | 0     |
| Brentford F. C. Inglaterra     | Total club    | Total club    | 43    | 1     | 5                | 0                | 48    | 1     |
| AFC Bournemouth Inglaterra     | 1.ª           | 2018-19       | 13    | 0     | 0                | 0                | 13    | 0     |
| AFC Bournemouth Inglaterra     | 1.ª           | 2019-20       | 12    | 1     | 3                | 0                | 15    | 1     |
| AFC Bournemouth Inglaterra     | 2.ª           | 2020-21       | 26    | 1     | 2                | 0                | 28    | 1     |
| AFC Bournemouth Inglaterra     | 2.ª           | 2021-22       | 22    | 0     | 2                | 0                | 24    | 0     |
| AFC Bournemouth Inglaterra     | 1.ª           | 2022-23       | 26    | 0     | 2                | 0                | 28    | 0     |
| AFC Bournemouth Inglaterra     | 1.ª           | 2023-24       | 10    | 0     | 3                | 0                | 13    | 0     |
| AFC Bournemouth Inglaterra     | Total club    | Total club    | 109   | 2     | 12               | 0                | 121   | 2     |
| Sunderland A. F. C. Inglaterra | 2.ª           | 2024-25       | 40    | 1     | 0                | 0                | 40    | 1     |
| Sunderland A. F. C. Inglaterra | Total club    | Total club    | 40    | 1     | 0                | 0                | 40    | 1     |
| Total carrera                  | Total carrera | Total carrera | 192   | 4     | 17               | 0                | 209   | 4     |

### Selección nacional
| Selección      | Año           | Amistosos | Amistosos | Europa | Europa | Eurocopa | Eurocopa | Mundial | Mundial | Total | Total |
| Selección      | Año           | Part.     | Goles     | Part.  | Goles  | Part.    | Goles    | Part.   | Goles   | Part. | Goles |
| -------------- | ------------- | --------- | --------- | ------ | ------ | -------- | -------- | ------- | ------- | ----- | ----- |
| Absoluta Gales | 2018          | 2         | 0         | 2      | 0      | -        | -        | -       | -       | 4     | 0     |
| Absoluta Gales | 2019          | 1         | 0         | 5      | 0      | -        | -        | -       | -       | 6     | 0     |
| Absoluta Gales | 2020          | 1         | 0         | 3      | 0      | -        | -        | -       | -       | 4     | 0     |
| Absoluta Gales | 2021          | 2         | 0         | 7      | 0      | 3        | 0        | -       | -       | 12    | 0     |
| Absoluta Gales | Total         | 6         | 0         | 17     | 0      | 3        | 0        | 0       | 0       | 26    | 0     |
| Total carrera  | Total carrera | 6         | 0         | 17     | 0      | 3        | 0        | 0       | 0       | 26    | 0     |
| 1. 2.          |               |           |           |        |        |          |          |         |         |       |       |